# Mama (песня 6ix9ine)
«Mama» (стилизовано как «MAMA») — песня американского хип-хоп-исполнителя 6ix9ine с его дебютного студийного альбома Dummy Boy (2018) при участии Ники Минаж и Канье Уэста. Съемки музыкального клипа были начаты, но так и не были завершены.

## Музыкальное видео
Клип на песню снимался в Беверли-Хиллз, но так и не был завершён из-за стрельбы на съёмочной площадке, хоть никто из артистов не пострадал. Под камеры видеонаблюдения попал момент стрельбы на площадке. С тех пор клип не упоминался ни 6ix9ine, ни кем-либо из его команды, что указывает на то, что он был уничтожен.

## Коммерческий успех
Песня дебютировала под номером 68 в UK Singles Chart после выхода Dummy Boy. В течение той же недели она достигла 43 позиции в американском чарте Billboard Hot 100 и 51 позиции в Canadian Hot 100 и достиг высшей позиции под номером 16 в Канаде на следующей неделе. Песня достигла наивысших позиций в Словакии, заняв 11-ю позицию в Singles Digitál Top 100.

## Позиции в чартах
| Чарт (2018)                           | Высшая позиция |
| ------------------------------------- | -------------- |
| Австралия (ARIA)                      | 22             |
| Австрия (Ö3 Austria Top 40)           | 40             |
| Канада (Billboard Canadian Hot 100)   | 16             |
| Чехия (Singles Digitál Top 100)       | 75             |
| Франция (SNEP)                        | 72             |
| Венгрия (Single Top 40)               | 40             |
| Венгрия (Stream Top 40)               | 38             |
| Ирландия (IRMA)                       | 29             |
| Италия (FIMI)                         | 82             |
| Латвия (LAIPA)                        | 16             |
| Нидерланды (Single Top 100)           | 63             |
| Новая Зеландия (Recorded Music NZ)    | 29             |
| Словакия (Singles Digitál Top 100)    | 11             |
| Швеция (Sverigetopplistan)            | 57             |
| Швейцария (Schweizer Hitparade)       | 23             |
| Великобритания (OCC UK Singles)       | 29             |
| Великобритания (OCC UK Hip Hop/R&B)   | 8              |
| США (Billboard Hot 100)               | 43             |
| США (Billboard Hot R&B/Hip-Hop Songs) | 18             |

## Сертификации
| Регион | Сертификация | Продажи |
| --- | ------------ | ------- |
| США (RIAA) | Золотой      | 500 000 |
| * Данные о продажах приведены только на основе сертификации. · ^ Данные о тиражах приведены только на основе сертификации. · Данные о продажах + прослушиваниях приведены только на основе сертификации. |              |         |